# Liste des kommandos de Mauthausen
 (octobre 2024).
La mise en forme du texte ne suit pas les recommandations de Wikipédia : il faut le « wikifier ».
Les points d'amélioration suivants sont les cas les plus fréquents. Le détail des points à revoir est peut-être précisé sur la page de discussion.
- Les titres sont pré-formatés par le logiciel. Ils ne sont ni en capitales, ni en gras.
- Le texte ne doit pas être écrit en capitales (les noms de famille non plus), ni en gras, ni en italique, ni en « petit »…
- Le gras n'est utilisé que pour surligner le titre de l'article dans l'introduction, une seule fois.
- L'italique est rarement utilisé : mots en langue étrangère, titres d'œuvres, noms de bateaux, etc.
- Les citations ne sont pas en italique mais en corps de texte normal. Elles sont entourées par des guillemets français : « et ».
- Les listes à puces sont à éviter, des paragraphes rédigés étant largement préférés. Les tableaux sont à réserver à la présentation de données structurées (résultats, etc.).
- Les appels de note de bas de page (petits chiffres en exposant, introduits par l'outil «  Source ») sont à placer entre la fin de phrase et le point final[comme ça].
- Les liens internes (vers d'autres articles de Wikipédia) sont à choisir avec parcimonie. Créez des liens vers des articles approfondissant le sujet. Les termes génériques sans rapport avec le sujet sont à éviter, ainsi que les répétitions de liens vers un même terme.
- Les liens externes sont à placer uniquement dans une section « Liens externes », à la fin de l'article. Ces liens sont à choisir avec parcimonie suivant les règles définies. Si un lien sert de source à l'article, son insertion dans le texte est à faire par les notes de bas de page.
- La présentation des références doit suivre les conventions bibliographiques. Il est recommandé d'utiliser les modèles {{Ouvrage}}, {{Chapitre}}, {{Article}}, {{Lien web}} et/ou {{Bibliographie}}. Le mode d'édition visuel peut mettre en forme automatiquement les références.
- Insérer une infobox (cadre d'informations à droite) n'est pas obligatoire pour parachever la mise en page.

Pour une aide détaillée, merci de consulter Aide:Wikification.
Si vous pensez que ces points ont été résolus, vous pouvez retirer ce bandeau et améliorer la mise en forme d'un autre article.
Cet article présente la liste des Kommandos  (unités et camps de travail forcé) dépendant du camp de concentration de Mauthausen.

## Contexte
À partir de 1942, le cours de la guerre oblige l’Allemagne nazie à enrôler de nouvelles classes de conscrits qui laissent un vide dans les chaînes de production. Pour compenser ces pertes, les autorités mobilisent d’abord la population féminine, puis des travailleurs forcés étrangers, et finalement la population concentrationnaire. Moyennant finances, la SS organise la mise à disposition des déporté(e)s, soit en installant des entreprises à l'intérieur des camps de concentration, soit en détachant des unités de travail forcé dans des ateliers ou sur des chantiers (Kommandos extérieurs) . La gestion de la main-d'œuvre concentrationnaire donne lieu à d'incessants transferts de détenu(e)s qui empêchent parfois de reconstituer un état des lieux précis des effectifs et des pertes.

## Camp de Mauthausen
Le camp de concentration de Mauthausen est ouvert en août 1938 sur les hauteurs de la ville de Mauthausen (Autriche). En mai 1940, un camp annexe est ouvert à Gusen, à quelques kilomètres. Le complexe concentrationnaire ne cesse de grandir, à mesure qu’il devient centre de tri et de transfert vers les camps extérieurs.
Avec l'évolution du conflit, l'exploitation de la main d’œuvre concentrationnaire devient en effet une priorité, qui se traduit par la multiplication des Kommandos dépendant du camp principal. Pour soutenir l'effort de guerre du Reich, les détenus sont loués par la SS aux usines Steyr-Daimler-Puch AG, Reichswerke Hermann Goering, Heinkel Flugzeugwerke, Porsche GmbH, Solvay GmbH, etc.,
Vers la fin 1943, les bombardements stratégiques alliés obligent les autorités allemandes à mettre en œuvre un vaste plan de transfert des activités stratégiques et de l'industrie d'armement. Ces industries sont relocalisées dans des sites camouflés (mines, bunkers, tunnels) dont l'aménagement mobilise des milliers de déportés dans des conditions de vie et de travail inhumaines,.

## Liste des Kommandos (camps annexes)
|      | Kommandos                         | effectif maximum | Période d'activité    |
| 1    | Camp d'Amstetten (hommes)         | 2 966            | 19/03/45 – 18/04/45   |
| 2    | Camp d'Amstetten (femmes)         | 500              | 20/03/45 – 18/04/45   |
| 3    | Bachmanning                       | 20               | 20/09/42 – fin 08/44  |
| 4    | Bretstein                         | 60               | 06/12/42              |
| 5    | Dipoldsau                         | 130              | 17/09/43 – 25/08/44   |
| 6    | Ebensee                           | 18 437           | 18/11/43 – 06/05/45   |
| 7    | Eisenerz                          | 469              | 15/06/43 – 14/03/45   |
| 8    | Enns                              | 2 000            | 10/04/45 – 19/04/45   |
| 9    | Grein                             | 2 000            | 04/02/45 – 19/02/45   |
| 10   | Grossraming                       | 1 013            | 14/01/43 – 29/08/44   |
| 11   | Gunskirchen (Wels I)              | 15 000           | 12/03/45 – 05/05/45   |
| 12   | Gusen I                           | 11 480           | 25/05/40 – 05/05/45   |
| 13   | Gusen II Sankt Georgen            | 12 537           | 11/01/43 – 05/05/45   |
| 14   | Gusen III                         | 328              | 26/12/44 – 05/05/45   |
| 15   | Hirtenberg (femmes)               | 459              | 28/09/44 -15/04/45    |
| 16   | Klagenfurt                        | 130              | 19/11/43 – 15/04/45   |
| 17   | Leibnitz-Graz                     | 711              | 09/02/44 – 02/04/45   |
| 18   | Lenzing (femmes)                  | 565              | 03/11/45 – 04/05/45   |
| 19   | Linz I                            | 958              | 11/01/43 – 03/08/44   |
| 20   | Linz II                           | 285              | 21/02/44 – 05/05/45   |
| 21   | Linz III                          | 5 660            | 22/05/44 – 05/05/45   |
| 22   | Loibl Pass (nord et sud)          | 1 294            | 02/06/43 -15/04/45    |
| 23   | Mauthausen (bateau sur le Danube) | 736              | 28/04/45 – 05/05/45   |
| 24   | Mauthausen (camp des tentes)      | 10 000           | automne 44 – 08/04/45 |
| 25   | Melk                              | 10 314           | 20/04/44 – 15/04/45   |
| 26   | Passau II                         | 333              | 09/03/44 – 07/11/44   |
| 27   | Peggau                            | 888              | 17/08/44 – 02/04/45   |
| 28   | Redl-Zipf – Schlier               | 2 035            | 11/10/43 – 03/05/45   |
| 29   | Sankt Aegyd                       | 303              | 02/11/44 – 01/04/45   |
| 30   | Sankt Lambrecht (hommes)          | 101              | 13/05/42 – 11/05/45   |
| 31   | Schloss Lannach (femmes)          | 15               | fin 03/44 – 09/05/45  |
| 32   | Schloss Lind                      | 20               | 22/06/42 – 05/05/45   |
| 33   | Schloss Mittersill                | 15               | 24/03/44 – 08/05/45   |
| 34   | Sankt Valentin                    | 1 480            | 21/08/44 – 23/04/45   |
| 35   | Steyr                             | 1 791            | 14/03/42 – 05/05/42   |
| 36   | Ternberg                          | 406              | 15/05/42 – 18/09/44   |
| 37   | Vöcklabrück                       | 300              | 06/06/41 – 14/05/42   |
| 38   | Wels I                            | 397              | 27/12/44 – 29/04/45   |
| 39   | Wels Il                           | 1 500            | 24/03/45 – 13/04/45   |
| 40   | Wien Florisdorf                   | –                | 14/07/44 – 01/04/45   |
| 41   | Wien Hinterbrüh                   | 1 800            | 04/08/43 – 01/04/45   |
| 42   | Wien Saurer-Werke                 | 1 480            | 11/10/43 – 03/05/45   |
| 43   | Wien Schwechat                    | 2 638            | 30/08/43 – 13/07/44   |
| 44   | Wiener Neudorf                    | 2 954            | 02/08/43 – 02/04/45   |
| 45 a | Wiener Neustadt 1 (fusées A4)     | 1 000            | 20/06/43 – 20/11/43   |
| 45 b | Wiener Neustadt 2 (projecteurs)   | 697              | 05/07/44 – 01/04/45   |

## Sources
- Amicale de Mauthausen
- KZ-Gedenkstätte Mauthausen
- Registres du camp de concentration de Mauthausen sur Mémoires des Hommes